# P-800 Oniks
P-800 Oniks (Tiếng Nga: П-800 Оникс, có tên khác là Яхонт (Yakhont) là tên xuất khẩu, "Oniks" có nghĩa là ngọc mã não (Onyx), "Yakhont" là hồng ngọc) là tên lửa hành trình/chống hạm/tấn công đất liền siêu thanh sử phát triển bởi NPO Mashinostroyeniya như là phiển bản sử dụng động cơ phản lực dòng thẳng của tên lửa P-80 Zubr. Tên định danh của Tổng cục Tên lửa và Pháo binh thuộc Bộ Quốc phòng Liên bang Nga cho loại tên lửa này là 3M55, tên kí hiệu của NATO là SS-N-26 "Strobile". Được phát triển từ năm 1983, và đến năm 1990 đã được thử nghiệm trên tàu Project 1234.7. Năm 2002, tên lửa đã vượt qua giai đoạn thử nghiệm và được chính thức đưa vào biên chế. Nó được kì vọng là sẽ thay thế cho tên lửa P-270 Moskit và P-700 Granit.

## Mô tả
Tên lửa được điều khiển trong quá trình bay nhờ lực nâng khí động học. Tầng đẩy nhiên liệu rắn được gắn ở sau buồng đốt của động cơ phản lực dòng thẳng và được tách ra bởi khí nén sau khi đốt hết nhiên liệu.

### Ưu điểm
- Tầm bắn vượt đường chân trời.
- Có thể tự hoạt động độc lập ("bắn và quên").
- Quỹ đạo bay đa dạng (bay bám biển hay bay "cao-thấp").
- Đạt tốc độ siêu thanh trong suốt quá trình bay.
- Phù hợp với nhiều loại nền phóng (tàu mặt nước, tàu ngầm và các bệ phóng từ bờ biển).
- Hoạt động được trong môi trường tác chiến điện tử và dưới hỏa lực của địch.

## Lịch sử hoạt động

### Syria
Năm 2010, cố vấn Tổng thống Nga Sergei Prikhodko nối rằng Nga đã đưa các tên lửa P-800 đến Syria dựa theo hợp đồng kí năm 2007. Syria đã nhận được 2 hệ thống phòng thủ bờ biển Bastion với 36 tên lửa mỗi hệ thống.
Tháng 5 năm 2013, Nga đã tiếp tục chuyển giao các tên lửa cho chính quyền Syria với radar tiên tiến nhằm chống lại bất kì cuộc xâm lược quân sự trong tương lai. Một nhà kho chứa tên lửa Bastion đã bị phá hủy trong một cuộc không kích ngày 5 tháng 7 năm 2013 vào Latakia bởi Israel, nhưng các nhà phân tích quân sự Mỹ đã nhận định rằng một số tên lửa đã được chuyển đi trước cuộc không kích.
Tên lửa Oniks đã được Quân đội Nga sử dụng vào năm 2016 nhằm vào các mục tiêu của Nhà nước Hồi giáo tự xưng IS.

### Cuộc tấn công của Nga vào Ukraine 2022
Tháng 5 năm 2022, Bộ trưởng Bộ Quốc phòng Nga Sergei K. Shoigu thông báo rằng Quân đội Nga đã sử dụng tên lửa Oniks trong Chiến dịch quân sự đặc biệt của Nga tại Ukraine. Tên lửa đã được sử dụng để phá hủy các kho thiết bị quân sự của Quân đội Ukraine gần Odessa. Một số nguồn tin cho rằng tên lửa Oniks cũng đã được Nga sử dụng ở Donbass.

## Thông số kĩ thuật
- Chiều dài: 8.9 m
- Đường kính: 0.7 m
- Sải cánh: 1.7 m
- Trọng lượng: 3,100 kg
- Tốc độ tại độ cao lớn: 750 m/s (Mach 2.5)
- Tốc độ gần mặt đất: Mach 2
- Động cơ: Động cơ phản lực dòng thẳng, nặng 200 kg, lực đẩy 4 tấn
- Tầm bắn: 120–300 km / 600 km với phiên bản nội địa
  - Với quỹ đạo bay kết hợp (cao - thấp): 300 km
  - Với quỹ đạo bay thấp trong suốt hành trình: 120 km
- Trần bay: Từ 10.000 - 14.000 m
- Đầu nổ: 
  - Phiên bản nội địa: Đầu nổ mảnh bán xuyên giáp, nhiệt áp nặng 300 kg
  - Phiên bản xuất khẩu: Đầu nổ mảnh nặng 200 kg
- Nhiên liệu: Nhiên liệu động cơ phản lực T-6

### Radardẫn đường
- Radar chủ động - thụ động đơn xung mọi thời tiết
- Tẩm hoạt động: 50 km với phiên bản chủ động
- Trạng thái mặt biển có thể phóng: Lên đến cấp 7
- Thời gian khởi động từ lúc được bật: Không quá 2 phút
- Mức tiêu thụ: Lên đến 38A
- Góc tối đa của mục tiêu mà radar có thể tìm kiếm: ± 45°
- Trọng lượng đầu dò: 85 kg

## Phiên bản
- 3M55 Oniks - Phiên bản cơ sở cho Nga
- P-800 Yakhont - Phiên bản xuất khẩu của Oniks
- P-800 Bolid - Phiên bản phóng từ tàu ngầm[10]
- BrahMos - Phiên bản phát triển bởi Ấn Độ và Nga, sản xuất bởi BrahMos Aerospace. Phiên bản siêu vượt âm BrahMos-II cũng đang được phát triển[cần dẫn nguồn]
- Bastion-P - Hệ thống phòng thủ bờ biển cơ động của Nga
- Kh-61 - Phiên bản phóng từ trên không
- Oniks-M - Phiên bản cải tiến của 3M55 Oniks với tầm bắn tăng đến 800 km, cải thiện độ chính xác và khả năng kháng tác chiến điện tử[11]

## Nền phóng

### Trên biển

#### Hiện tại
- Tàu hộ tống lớp Đô đốc Grigorovich
- Tàu hộ tống lớp Buyan-M
- Tàu hộ tống lớp Karakurt
- Tàu hộ tống lớp Steregushchiy (phiên bản xuất khẩu)
- Tàu ngầm hạt nhân lớp Yasen
- Tàu hộ tống lớp Ahmad Yani
- Khinh hạm lớp Đô đốc Gorshkov

#### Tương lai
- Tàu sân bay lớp Đô đốc Kuznetsov
- Tàu chiến - tuần dương lớp Kirov
- Tàu khu trục lớp Lider
- Tàu hộ tống lớp Gremyashchiy
- Tàu ngầm hạt nhân lớp Oscar

### Trênđất liền
Hệ thống phòng thủ bờ biển K-300P Bastion-P:
- 4 xe phóng K-340P với 2 tên lửa Oniks mỗi xe (kíp xe gồm 3 người)
- 1-2 xe chỉ huy và điều khiển PBRK (kíp xe gồm 5 người)
- 1 xe an ninh cảnh báo MOBD
- 4 xe vận chuyển và nạp đạn TLV K342P

## Quốc gia vận hành
- Hezbollah - 12 tên lửa.[12]

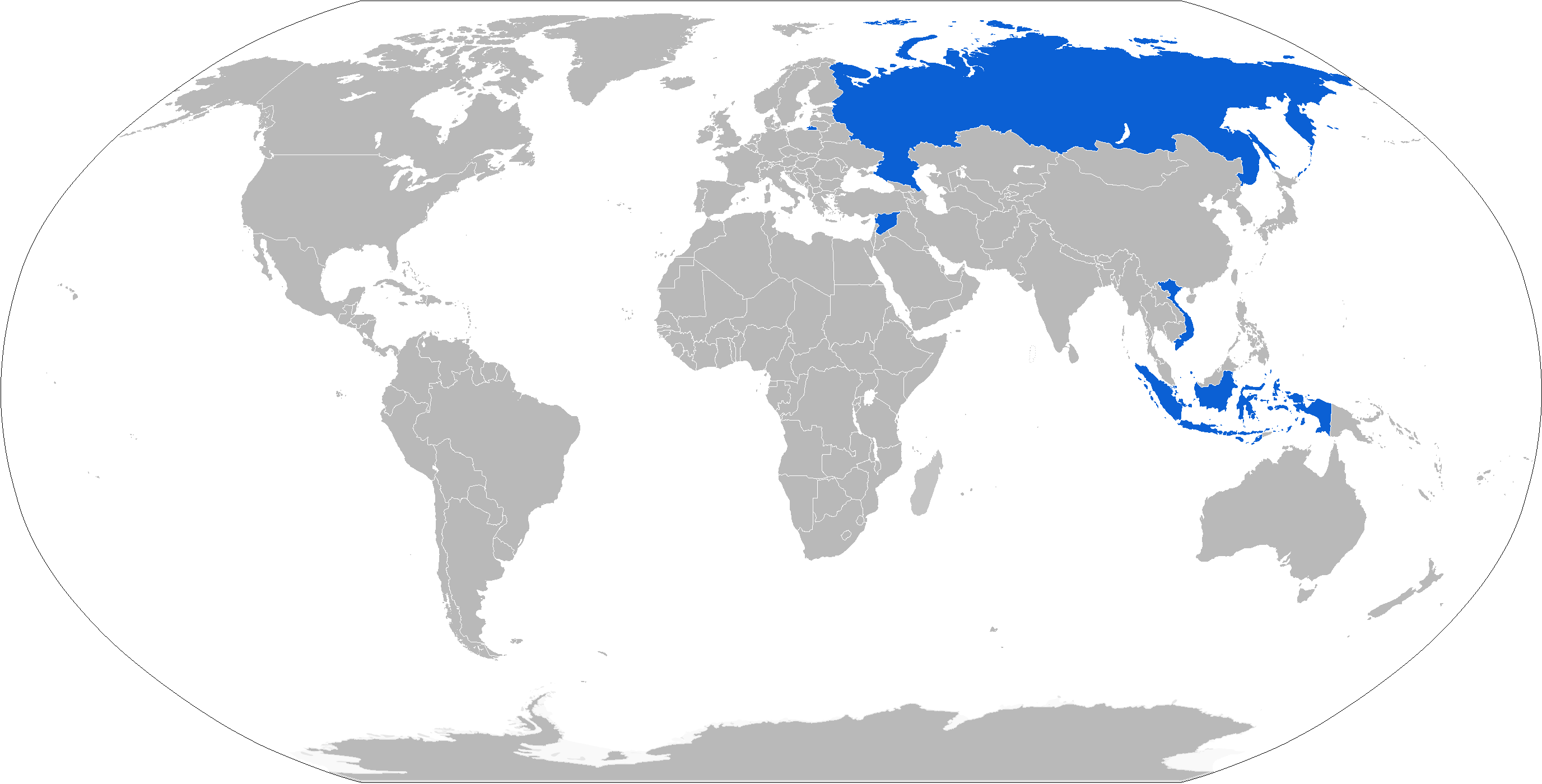
Các nước vận hành tên lửa P-800

- Indonesia - 4 hệ thống phóng thẳng đứng gắn trên tàu KRI Oswald Siahaan thuộc lớp tàu hộ tống Ahmad Yani.[13]
- Nga - 3 hệ thống phòng thủ bờ biển K-300-P Bastion-P được chuyển giao vào năm 2010, toàn bộ được biên chế cho Lữ đoàn Tên lửa - Pháo bờ biển độc lập 11 gần Anapa thuộc Hạm đội Biển Đen[14] và tàu Project 1234.7 thuộc lớp tàu hộ tống Nanuchka IV.[15] Hệ thống Bastion-P cũng được triển khai bởi lực lượng Nga tại Bán đảo Crimea.[16] Hạm đội Phương Bắc đang sỡ hữu 2 hệ thống và Hạm đội Baltic sỡ hữu ít nhất 1 hệ thống.[17] Năm 2016, 2 hệ thống nữa đã được chuyển giao cho Hạm đội Thái Bình Dương.[18] Phiên bản phóng từ tàu ngầm được đưa vào hoạt động từ năm 2016.[19] Thêm 2 hệ thống được chuyển giao vào năm 2017 và 1 hệ thống vào năm 2018.[20] 1 hệ thống đã được chuyển giao cho Hạm đội Thái Bình Dương vào đầu năm 2019.[21][22] Bộ Quốc phòng Nga đã có một hợp đồng mua tên lửa 3M55N Oniks vào năm 2020.[23] 3 hệ thống nữa đã được chuyển giao vào năm 2021.[24][25]
- Syria - 2 hệ thống Bastion-P chuyển giao năm 2011 gồm 72 tên lửa.[26][27]
- Việt Nam - 3 hệ thống phòng thủ bở biển Bastion-P gồm 60 tên lửa.[28]